# Nebojša Spaić
Nebojša Spaić (Sremska Mitrovica, 18. oktobar 1961 — Београд, 18. mart 2017) bio je srpski novinar i glavni i odgovorni urednik društveno-političkog magazina NIN 2010—2013.

## Biografija
Nakon studija Opšte književnosti i teorije književnosti na Filološkom fakultetu u Beogradu, novinarstvom je profesionalno počeo da se bavi 1986. godine na Radio Beogradu. Bio je saradnik, osnivač i urednik u više novina i radija. Kao predstavnik Fondacije za mir i rešavanje kriza u Beogradu 1993. pokrenuo je prvu domaću nezavisnu produkciju, radio-emisiju Doba razuma, koja se tokom devedesetih i početkom novog veka emituje na više od 50 radio-stanica u zemljama bivše Jugoslavije. 
Od 2001. do 2003. godine Spaić je bio glavni i odgovorni urednik Radio Beograda 202, a od 2005. je konsultant za medije i potom saosnivač agencije za biznis i medija konsalting. 
Objavio je šest stručnih, publicističkih i beletrističkih knjiga. Bio je član Nezavisnog udruženja novinara Srbije od njegovog osnivanja 1994. godine.
Spaić je na mestu glavnog urednika NIN-a zamenio Veselina Simonovića, koji je bio vršilac dužnosti posle ostavke Srdana Radulovića 2010. godine.

## Dela

### Knjige
- U potrazi za demokratijom, Dosije, Beograd, 1991. - koautor Dušan Radulović
- Doba razuma 1, Fondacija za mir i rešavanje kriza Borisa Vukobrata, Beograd, 1994.
- Doba razuma 2, Multi servis, Beograd, 1998.
- Zlatni pečat Bezlejema, Centar za stvaralaštvo mladih, Beograd, 2002.
- Radio za slušanje, Media Art Service International, Novi Sad, 2005.
- Istinita i poučna istorija blagoutrobija i tek ponekog još uživanja sa zbirkom fantastičnih recepata, Dosije studio, Beograd, 2010.